# Oblique Seville
Pour les articles homonymes, voir Seville.
Oblique Seville, né le 16 mars 2001, est un athlète jamaïcain, spécialiste des épreuves de sprint.

## Biographie
Il est entrainé par Glen Mills, l'ancien coach d'Usain Bolt.
Il remporte la médaille d'argent sur 100 m lors des championnats panaméricains juniors de 2019.
En 2021, il se classe troisième du 100 m des sélections olympiques jamaïcaines derrière Tyquendo Tracey et Yohan Blake, et obtient sa qualification pour les Jeux olympiques de 2020. À Tokyo, Oblique Seville bat son record personnel dès les séries avec 10 s 04 mais échoue ensuite en demi-finale. Il prend part également à l'épreuve du relais 4 × 100 m en se classant quatrième de la finale après disqualification de l'équipe de Grande-Bretagne.

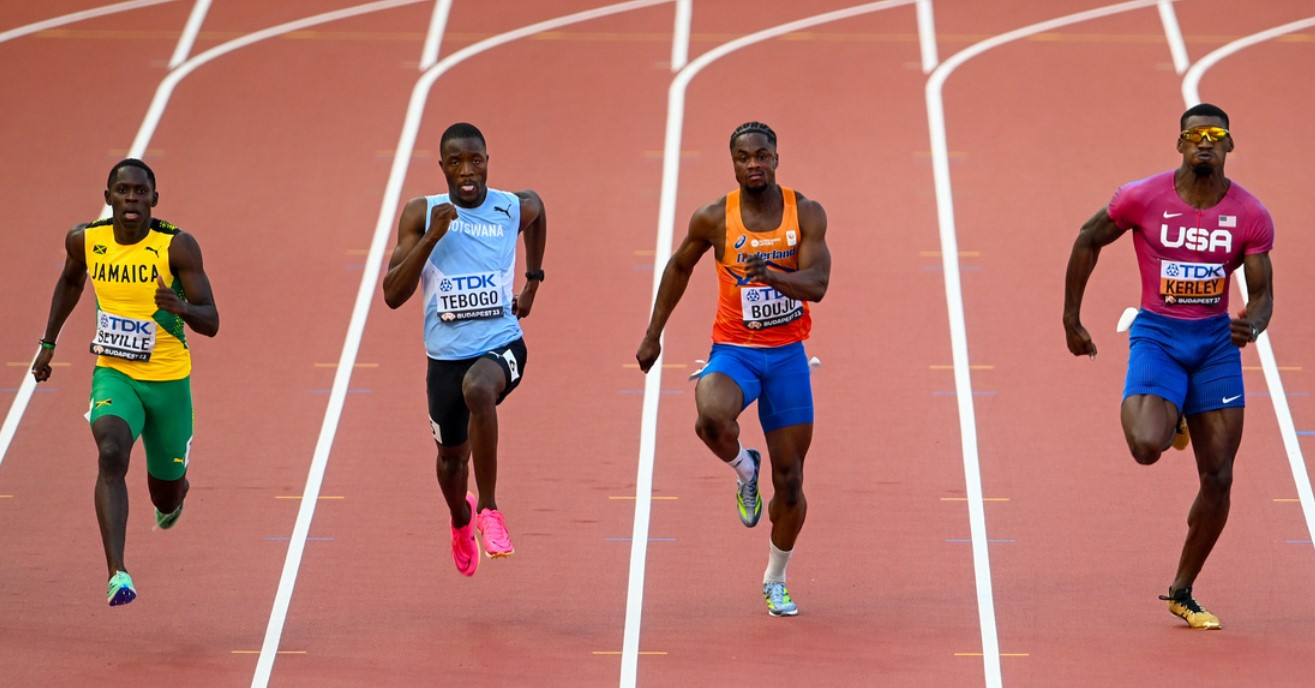
Oblique Seville (à gauche) lors des championnats du monde 2023.

Le 21 mai 2022, à Kingston, Oblique Seville descend pour la première de sa carrière sous les 10 secondes sur 100 m en portant son record personnel à 9 s 86, devenant le sixième jamaïcain le plus rapide de tous les temps. Lors des Mondiaux d'Eugene en juillet, il réalise le meilleur temps des demi-finales avec 9 s 90 mais échoue à la 4e place en finale en 9 s 97. Il termine également au pied du podium lors de la finale du 4 × 100 m avec ses coéquipiers jamaïcains.
Lors des championnats du monde 2023 à Budapest, après avoir établi le meilleur temps des séries en 9 s 86, il termine une nouvelle fois à la quatrième place du 100 m, devancé de 3 millièmes de secondes pour la médaille de bronze par le Britannique Zharnel Hughes (9 s 88 tous les deux). Il remporte en fin de compétition la médaille de bronze du relais 4 × 100 m en compagnie de Ackeem Blake, Ryiem Forde et Rohan Watson, la Jamaïque terminant derrière les États-Unis et l'Italie.
Le 1er juin 2024 à Kingston, Oblique Seville porte son record personnel à 9 s 82, devançant dans cette course l'Américain Noah Lyles.

## Palmarès
| Date | Compétition           | Lieu     | Résultat | Épreuve   | Temps   |
| ---- | --------------------- | -------- | -------- | --------- | ------- |
| 2021 | Jeux olympiques       | Tokyo    | 4e       | 4 × 100 m | 37 s 84 |
| 2022 | Championnats du monde | Eugene   | 4e       | 100 m     | 9 s 97  |
| 2022 | Championnats du monde | Eugene   | 4e       | 4 × 100 m | 38 s 06 |
| 2023 | Championnats du monde | Budapest | 4e       | 100 m     | 9 s 88  |
| 2023 | Championnats du monde | Budapest | 3e       | 4 × 100 m | 37 s 76 |
| 2024 | Jeux olympiques       | Paris    | 8e       | 100 m     | 9 s 91  |

## Records

### Records personnels
| Épreuve | Temps  | Lieu  | Date        |
| ------- | ------ | ----- | ----------- |
| 100 m   | 9 s 81 | Paris | 4 août 2024 |

### Meilleures performances par année
| Année | 100 m   |
| ----- | ------- |
| 2018  | 10 s 77 |
| 2019  | 10 s 13 |
| 2020  | 10 s 61 |
| 2021  | 10 s 04 |
| 2022  | 9 s 86  |
| 2023  | 9 s 86  |
| 2024  | 9 s 81  |